# Фишер, Константин Иванович
Константин Иванович Фишер (1805—1868?) — действительный тайный советник, сенатор, директор департамента железных дорог. Известен в первую очередь своими обстоятельными воспоминаниями.

## Биография
Учился в Санкт-Петербургской губернской гимназии (1816—1822), окончив которую, с 1 февраля 1823 года стал служить в канцелярии министерства финансов, а год спустя был определён в Департамент мануфактур и внутренней торговли. В 1828 году он перешёл на службу в канцелярию начальника морского штаба и вскоре был командирован на флот, отправлявшийся в практическое плавание, с поручением хранить суммы, выданные на экстраординарные по флоту расходы и вести им счёт.
В 1833 году Фишер удостоился денежной награды в 1000 руб. «в знак Монаршего удовольствия за хорошее изложение отчета по главному морскому штабу». В 1836 году ему поручено было заведование находившейся в Санкт-Петербурге собственною канцеляриею финляндского генерал-губернатора. В 1840 году он назначен директором канцелярии комитета и строительной комиссии Николаевской железной дороги, а в 1842 году, уже в чине действительного статского советника, стал директором департамента железных дорог, с оставлением в прежней должности, которую он занимал по морскому ведомству.
Энергичная и полезная административная деятельность Фишера обратила на него внимание правительства, и он неоднократно привлекался к участию в деятельности разных комитетов и комиссий. Так, он состоял членом: в 1842 году — комитета для начертания проекта положения о преобразовании комиссии ревизии отчетов главного управления путей сообщения и публичных зданий; в 1844 году — комитета для рассмотрения проекта коммерции советника Попова о восстановлении внешней торговли России; в 1845 году — комитета для рассмотрения предложений барона Штиглица улучшить нарвский порт и устроить железную дорогу между Санкт-Петербургом и Нарвой. В 1845 году Фишер был назначен членом комитета для составления общего плана водяных и сухопутных сообщений в империи, а в 1850 году определён членом главного управления путей сообщения и публичных зданий, с увольнением от должности директора департамента железных дорог.
Был награждён всеми российскими наградами вплоть до ордена Святого Александра Невского, пожалованного ему в 1870 году
За 17-летние полезные труды по делам финляндского управления в ноябре 1851 года Фишер был причислен к дворянским родам финляндского рыцарского дома и назначен товарищем министра статс-секретаря Великого Княжества Финляндского. Вместе с тем ему было поручено управление канцелярией по своду морских постановлений.
Уволенный в 1856 году от занимаемой должности, он, в звании сенатора, был привлечен в том же году к особым занятиям и поручениям по министерству финансов и вслед за тем назначен к присутствованию сперва в общем собрании первых трёх департаментов и департамента геральдики, а с 1866 года — в 4-м департаменте Сената.

## Воспоминания
- Записки сенатора Фишера // «Исторический вестник». — апрель 1908. — Т. CXI. — С. 58—78.
- Записки сенатора Фишера // «Исторический вестник». — май 1908. — Т. CXI. — С. 426—465.
- Записки сенатора Фишера // «Исторический вестник». — июнь 1908. — Т. CXI. — С. 825—845.
- Записки сенатора Фишера // «Исторический вестник». — июль 1908. — Т. CXII. — С. 50—70.
- Записки сенатора Фишера // «Исторический вестник». — август 1908. — Т. CXII. — С. 426—447.
- Записки сенатора Фишера // «Исторический вестник». — сентябрь 1908. — Т. CXII. — С. 792—821.